# Ordem de São Paulo, o Primeiro Eremita
Ordem de São Paulo, o Primeiro Eremita (em latim: Ordo Fratrum Sancti Pauli Primi Eremitae; em húngaro:  Szent Pál első remete szerzeteseinek rendje), conhecida também como Padres Paulinos e como Monges Paulinos, é uma ordem religiosa monástica da Igreja Católica fundada no século XIII. Seu nome é uma homenagem ao eremita São Paulo de Tebas (m. c. 345), canonizado em 491 pelo papa Gelásio I. Depois de sua morte, um mosteiro foi fundado tendo sua vida como modelo no Monte Sinai, onde está até hoje. Seu acrónimo é O.S.P.P.E..

## História
Fundado em 1215 pelo beato Eusébio de Esztergom (em húngaro:  Boldog Özséb), com duas comunidades, uma fundada em Patach pelo bispo Bartolomeu de Pécs, que reuniu ali os eremitas que viviam espalhados por sua diocese, e outra abrigando seus próprios seguidores. Em 1246, Eusébio, que era cônego da Catedral de Esztergom, renunciou às suas honrarias e dignidades, distribuiu seus bens entre os pobres e retirou-se para a solidão dos montes Pilis, perto de Zante (provavelmente na região da moderna Pilisszántó), para levar uma vida de penitência com apenas uns poucos companheiros (as ruínas do Mosteiro da Santa Cruz estão na moderna Kesztölc-Klastrompuszta). Quatro anos depois, Eusébio foi admoestado em uma visão a juntar-se a uma comunidade de eremitas que existia nas redondezas, para quem ele construiu um mosteiro e uma igreja, cujas ruínas estão perto da vila de Pilisszentlélek (hoje incorporada a Esztergom).

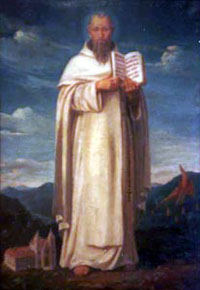
Eusébio de Esztergom, fundador da ordem.

No mesmo ano, Eusébio tentou e conseguiu se afiliar à comunidade de Patach, que seguia a regra prescrita por seu fundador, e acabou sendo escolhido como superior. Recebeu aprovação de Ladislau, bispo de Pécs, para a nova ordem, mas a publicação dos decretos do Quarto Concílio de Latrão na época exigiam que ele fosse até Roma para conseguir a autorização final da Santa Sé.
Em 1263, uma nova regra foi entregue à congregação pelo bispo de Pécs, que logo foi superada por outra, escrita por André, bispo de Eger, depois da morte de Eusébio (20 de janeiro de 1270), e que foi seguida até 1308, quando se conseguiu a permissão da Santa Sé para que fosse seguida a Regra de Santo Agostinho. A ordem recebeu diversos privilégios de sucessivos pontífices, entre eles a exemptio (isenção) da jurisdição episcopal, as provisões feitas para fomentar os estudos superiores em muitos mosteiros e uma regra papal ordenando que nenhum membro poderia ser elevado a nenhuma dignidade na ordem sem ter antes obtido a graduação de doutor em Teologia, que exigia uma rígida prova.
A Ordem Paulina se espalhou rapidamente pela Hungria, onde rapidamente passou a controlar 170 casas, e obteve o mesmo grau de prosperidade em outros países também. Ela estava dividida em cinco ricas províncias: Hungria (incluindo a Croácia e a Ístria), Alemanha, Polônia e Suécia. Em 1381, o corpo de São Paulo, padroeiro da ordem, foi transladado de Veneza para o Mosteiro de São Lourenço na Hungria, onde ganhou enorme prestígio. Entre outras casas famosas da congregação estão o histórico mosteiro polonês de Nossa Senhora de Jasna Góra, em Częstochowa, que abriga o ícone milagroso conhecido como Virgem Negra de Częstochowa (segundo a lenda, obra de São Lucas descoberto por Santa Helena com a Vera Cruz), e os mosteiros em Pozsony (Bratislava) e Wiener Neustadt, perto de Viena. A igreja de San Stefano Rotondo, em Roma, foi ligada ao Collegium Germanicum et Hungaricum pelo papa Gregório XIII.
Em 1783, diversas casas na Boêmia, Áustria, Estíria e outras regiões foram suprimidas e distúrbios políticos na Hungria levaram a maioria das casas húngaras ao mesmo destino. A destruição dos anais destas casas foi uma perda trágica de registros, hoje muito escassos, sobre a época. A ordem conseguiu manter apenas um punhado de casas na Polônia.
No início do século XX, apenas dois mosteiros paulinos ainda existiam. Um deles era a Igreja de São Miguel Arcanjo e Santo Estanislau de Szczepanów, bispo e mártir. O outro é o mosteiro da Virgem Negra em Jasna Góra.
Entre os membros mais proeminentes da ordem estão George Martinuzzi, bispo de Nagyvárad (Oradea) e cardeal (assassinado em 16 de dezembro de 1551), uma importante figura na história da Hungria; Matthias Fuhrmann de Hernals (m. 1773), historiador da Áustria e editor dos "Atos de São Paulo de Tebas"; Fortunatus Dürich (1802) e Franz Faustin Prochaska (m. 1809), editores da tradução checa das Escrituras.
O hábito da ordem era originalmente marrom, mas, por volta de 1341, o branco foi adotado, composto de um cinto branco (cíngulo) e, sobre uma túnica branca, um escapulário branco com um gorro. No coro ou, mais frequentemente, em eventos litúrgicos, os monges em profissão perpétua vestem também um manto branco.

## Brasão

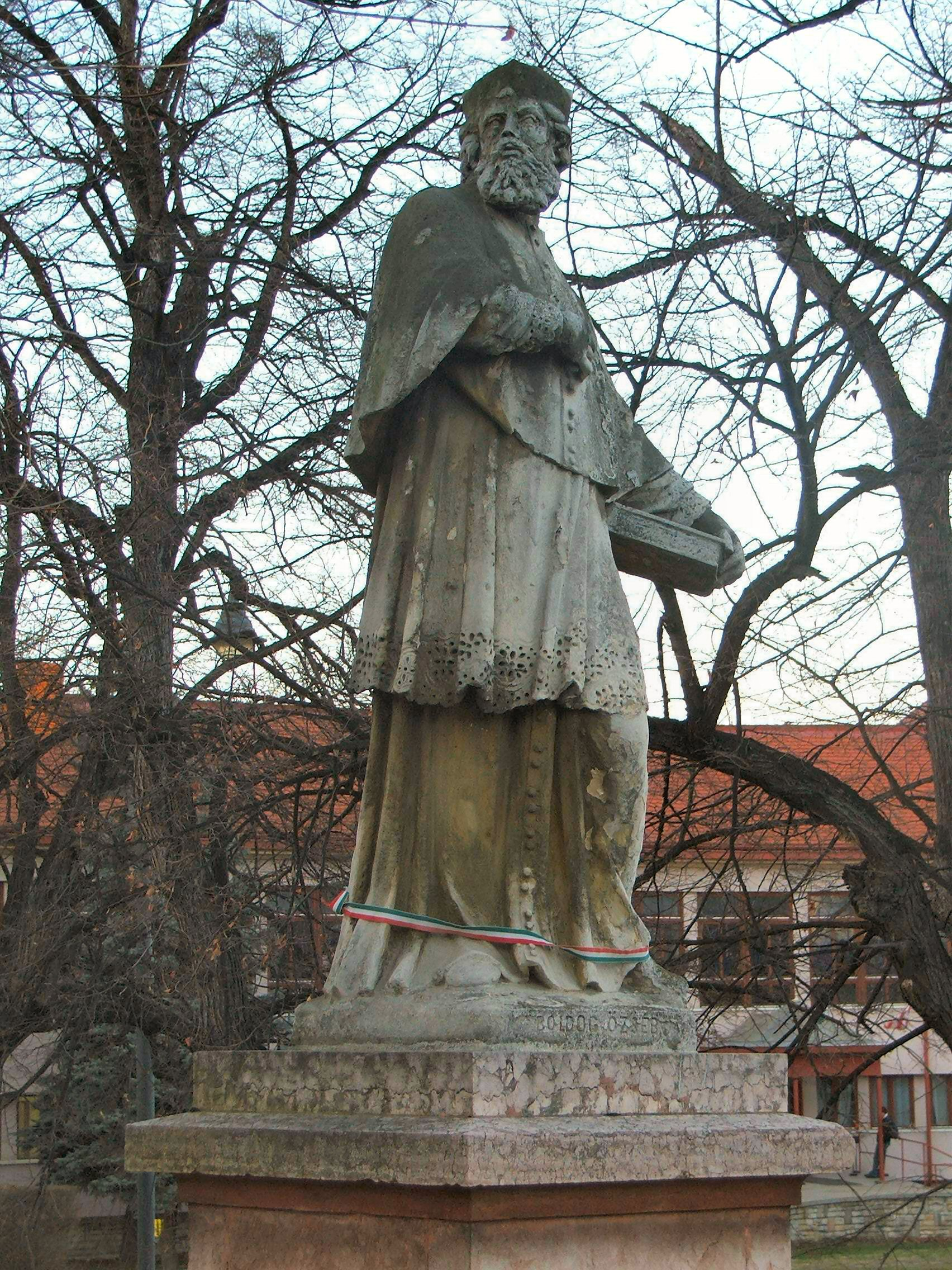
Beato Eusébio de Esztergom, fundador da ordem.
Estátua em Esztergom, na Hungria.

O brasão paulino contém os símbolos listados por, segundo uma tradição piedosa, São Jerônimo e que são associados aos últimos momentos da vida de São Paulo de Tebas:
| Elementos                             | Referências à vida do santo                                                                         |
| A tamareira                           | São Paulo produziu suas roupas com as folhas de uma tamareira                                       |
| A tamareira                           | A fruta da tamareira ajudou a sustentá-lo no deserto.                                               |
| Um corvo com um pedaço de pão no bico | Este pássaro, pela graça de Deus, trouxe meio pão por dia para o eremita todos os dias por 90 anos. |
| Leões                                 | Dois leões cavaram uma cova para São Paulo para que ele enterrasse Santo Antão do Deserto.          |

## A ordem atualmente

### Carisma
A essência dos padres paulinos é composta de quatro virtudes:
- A contemplação de Deus solitariamente,
- Atenção às orações,
- Uma vida pobre e de trabalho,
- Atividade apostólica, especialmente pregando a palavra de Deus e a administração dos sacramentos.

### Formação paulina

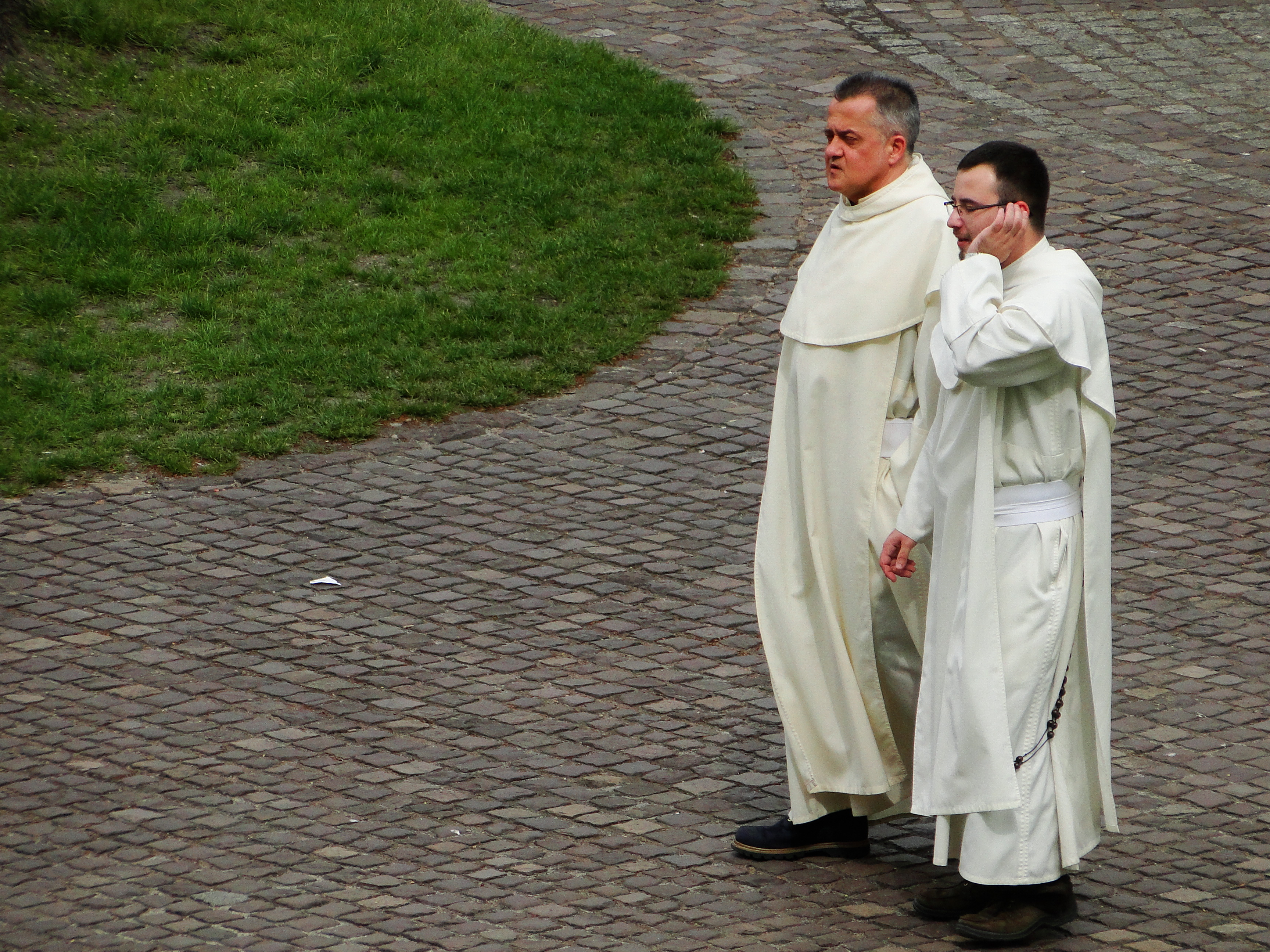
Monges Paulinos na Polónia.

Para tornar-se um religioso da ordem, é necessário passar por um período inicial de testes como irmão religioso conhecida como Noviciado, um período utilizado para isolar um candidato ao seminário ou à vida consagrada de contatos pessoais ou telefônicos com a família e amigos. O noviço pode escrever cartas sujeitas a avaliação prévia de seus superiores. Durante o noviciado, os noviços encontram-se com sua família apenas duas vezes: ao tomar o hábito e ao realizar a primeira profissão de fé. Neste período, as sextas-feiras são os dias durante os quais os noviços estão proibidos de falar uns com os outros e cujos dias são terminados com uma celebração conjunta, a Via Crucis. Durante sua estadia, os noviços trabalham nas fazendas do mosteiro, colhendo batatas, cuidando dos porcos, da horta de vegetais e do jardim de flores. O período serve também para que o novato experimente sua nova vida e para que a ordem possa averiguar a estabilidade do candidato em sua decisão de tornar-se monge. É também neste período que os monges mais velhos avaliam a adequação do candidato à vida comunitária.
A ordem geralmente aceita qualquer homem que tenha completado o ensino básico. Os que receberam o chamado das ordens sagradas passarão ainda pelo seguinte formação:
- O postulado: (se possível) numa paróquia ou mosteiro da ordem;
- O pré-noviciado: no mosteiro de Skałce, na Cracóvia, geralmente entre 15 de julho e 31 de agosto;
- O noviciado: em Żarki-Leśniow, com duração de um ano (começando e terminando em 8 de setembro), que consiste na recepção e investidura do hábito e na profissão dos primeiros votos.
- O seminário: retornando a Skałce depois do noviciado, o seminarista estudará filosofia por dois anos e teologia por outros quatro na Cracóvia. Depois de completar esta fase, segue-se a submissão aos votos perpétuos e a ordenação.

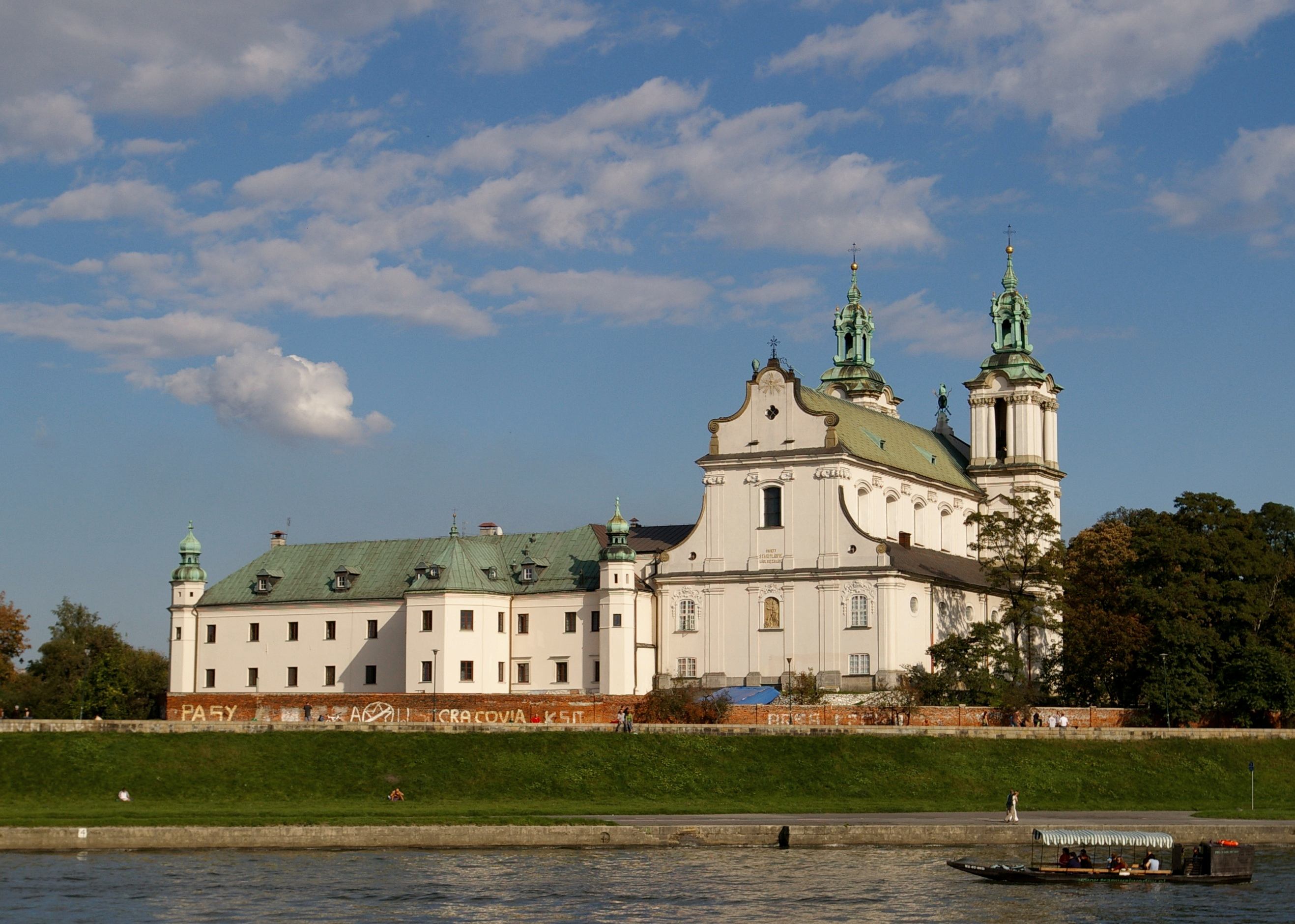
Mosteiro de Skałka, na Polónia, um dos mosteiros da ordem religiosa.

Homens sem educação básica ou que sintam o chamado da vida religiosa, mas não do sacerdócia, e que queiram viver na comunidade podem se tornar irmãos religiosos para o resto da vida. Para isso, passam pelos seguintes estágios de treinamento:
- O postulado em Jasna Gora, que dura 6 meses;
- O noviciado de dois anos em Żarki-Leśniowie, onde receberão o hábito no primeiro e realizarão seus primeiros votos no segundo;
- Dois anos de juniorado perto ou em Jasna Gora;
- Dois anos de juniorado na instituição escolhida por seus superiores e que termina com seus votos perpétuos.

É importante mencionar que este é o esquema geral de formação para os que desejem entrar para a Ordem de São Paulo, o Primeiro Eremita, na Polônia, onde está a maior parte de seus membros. Outros países que oferem a formação atualmente são a Hungria e os Camarões. A casa australiana também oferece uma versão limitada a critério do superior provincial. Alguns candidatos são ainda enviados a Roma para completar ou iniciar seus estudos.

### Distribuição
Em 8 de dezembro de 2012, a Ordem de São Paulo, o Primeiro Eremita, tinha 69 casas/mosteiros/paróquias em dezesseis países. Havia na época 516 monges, incluindo 50 em variados graus de formação e um bispo, na Diocese de Umzimkulu, na República da África do Sul.